# Jordan Lotomba
Jordan Lotomba (Yverdon-les-Bains, 29 settembre 1998) è un calciatore svizzero, centrocampista o difensore del Feyenoord e della nazionale svizzera.

## Biografia
Lotomba è nato in Svizzera da padre di origine angolane e madre di origine congolesi. Possiede la doppia cittadinanza svizzera e congolese (RD del Congo).

## Carriera

### Nazionale
Il 29 marzo 2022 realizza, alla quinta presenza, la sua prima rete in nazionale nell'amichevole pareggiata 1-1 contro il Kosovo.

## Statistiche

### Presenze e reti nei club
Statistiche aggiornate al 6 novembre 2024.
| Stagione          | Squadra           | Campionato        | Campionato | Campionato | Coppe nazionali | Coppe nazionali | Coppe nazionali | Coppe continentali | Coppe continentali | Coppe continentali | Altre coppe | Altre coppe | Altre coppe | Totale | Totale | Totale |
| Stagione          | Squadra           | Comp              | Pres       | Reti       | Comp            | Pres            | Reti            | Comp               | Pres               | Reti               | Comp        | Pres        | Reti        | Pres   | Reti   |        |
| ----------------- | ----------------- | ----------------- | ---------- | ---------- | --------------- | --------------- | --------------- | ------------------ | ------------------ | ------------------ | ----------- | ----------- | ----------- | ------ | ------ | ------ |
| 2014-2015         | Losanna           | CL                | 1          | 0          | CS              | -               | -               | -                  | -                  | -                  | -           | -           | -           | 1      | 0      |        |
| 2015-2016         | Losanna           | CL                | 15         | 1          | CS              | 0               | 0               | -                  | -                  | -                  | -           | -           | -           | 15     | 1      |        |
| 2016-2017         | Losanna           | SL                | 25         | 1          | CS              | 2               | 0               | -                  | -                  | -                  | -           | -           | -           | 27     | 1      |        |
| Totale Losanna    | Totale Losanna    | Totale Losanna    | 41         | 2          |                 | 2               | 0               |                    | -                  | -                  |             | -           | -           | 43     | 2      |        |
| 2017-2018         | Young Boys        | SL                | 22         | 0          | CS              | 5               | 0               | UCL+UEL            | 3+3                | 1+0                | -           | -           | -           | 33     | 1      |        |
| 2018-2019         | Young Boys        | SL                | 5          | 0          | CS              | -               | -               | UCL                | -                  | -                  | -           | -           | -           | 5      | 0      |        |
| 2019-2020         | Young Boys        | SL                | 27         | 0          | CS              | 2               | 0               | UCL+UEL            | 2+4                | 0+0                | -           | -           | -           | 35     | 0      |        |
| Totale Young Boys | Totale Young Boys | Totale Young Boys | 54         | 0          |                 | 7               | 0               |                    | 12                 | 1                  |             | -           | -           | 73     | 1      |        |
| 2020-2021         | Nizza             | L1                | 30         | 1          | CF              | 1               | 0               | UEL                | 5                  | 0                  | -           | -           | -           | 36     | 1      |        |
| 2021-2022         | Nizza             | L1                | 30         | 0          | CF              | 4               | 0               | -                  | -                  | -                  | -           | -           | -           | 34     | 0      |        |
| 2022-2023         | Nizza             | L1                | 33         | 0          | CF              | 0               | 0               | UECL               | 7                  | 0                  | -           | -           | -           | 40     | 0      |        |
| 2023-2024         | Nizza             | L1                | 28         | 1          | CF              | 3               | 0               | -                  | -                  | -                  | -           | -           | -           | 31     | 1      |        |
| lug.-ago. 2024    | Nizza             | L1                | 2          | 0          | CF              | -               | -               | UEL                | -                  | -                  | -           | -           | -           | 2      | 0      |        |
| Totale Nizza      | Totale Nizza      | Totale Nizza      | 123        | 2          |                 | 8               | 0               |                    | 12                 | 0                  |             | -           | -           | 143    | 2      |        |
| set. 2024-2025    | Feyenoord         | E                 | 5          | 1          | CO              | 0               | 0               | UCL                | 4                  | 0                  | SO          | -           | -           | 9      | 1      |        |
| Totale carriera   | Totale carriera   | Totale carriera   | 223        | 5          |                 | 17              | 0               |                    | 29                 | 1                  |             | -           | -           | 268    | 6      |        |

### Cronologia presenze e reti in nazionale
| Cronologia completa delle presenze e delle reti in nazionale ― Svizzera | Cronologia completa delle presenze e delle reti in nazionale ― Svizzera | Cronologia completa delle presenze e delle reti in nazionale ― Svizzera | Cronologia completa delle presenze e delle reti in nazionale ― Svizzera | Cronologia completa delle presenze e delle reti in nazionale ― Svizzera | Cronologia completa delle presenze e delle reti in nazionale ― Svizzera | Cronologia completa delle presenze e delle reti in nazionale ― Svizzera | Cronologia completa delle presenze e delle reti in nazionale ― Svizzera |
| Data                                                                    | Città                                                                   | In casa                                                                 | Risultato                                                               | Ospiti                                                                  | Competizione                                                            | Reti                                                                    | Note                                                                    |
| ----------------------------------------------------------------------- | ----------------------------------------------------------------------- | ----------------------------------------------------------------------- | ----------------------------------------------------------------------- | ----------------------------------------------------------------------- | ----------------------------------------------------------------------- | ----------------------------------------------------------------------- | ----------------------------------------------------------------------- |
| 7-10-2020                                                               | St. Gallen                                                              | Svizzera                                                                | 1 – 2                                                                   | Croazia                                                                 | Amichevole                                                              | -                                                                       | 39’                                                                     |
| 3-6-2021                                                                | St. Gallen                                                              | Svizzera                                                                | 7 – 0                                                                   | Liechtenstein                                                           | Amichevole                                                              | -                                                                       | 67’                                                                     |
| 1-9-2021                                                                | Basilea                                                                 | Svizzera                                                                | 2 – 1                                                                   | Grecia                                                                  | Amichevole                                                              | -                                                                       | 46’                                                                     |
| 8-9-2021                                                                | Belfast                                                                 | Irlanda del Nord                                                        | 0 – 0                                                                   | Svizzera                                                                | Qual. Mondiali 2022                                                     | -                                                                       | 87’                                                                     |
| 29-3-2022                                                               | Zurigo                                                                  | Svizzera                                                                | 1 – 1                                                                   | Kosovo                                                                  | Amichevole                                                              | 1                                                                       |                                                                         |
| 2-6-2022                                                                | Praga                                                                   | Rep. Ceca                                                               | 2 – 1                                                                   | Svizzera                                                                | UEFA Nations League 2022-2023                                           | -                                                                       | 87’                                                                     |
| 5-6-2022                                                                | Lisbona                                                                 | Portogallo                                                              | 4 – 0                                                                   | Svizzera                                                                | UEFA Nations League 2022-2023                                           | -                                                                       |                                                                         |
| 15-10-2023                                                              | St. Gallen                                                              | Svizzera                                                                | 3 – 3                                                                   | Bielorussia                                                             | Qual. Euro 2024                                                         | -                                                                       |                                                                         |
| Totale                                                                  |                                                                         | Presenze                                                                | 8                                                                       |                                                                         | Reti                                                                    | 1                                                                       |                                                                         |

## Palmarès

### Club

#### Competizioni nazionali
- Campionato svizzero: 3

Young Boys: 2017-2018, 2018-2019, 2019-2020